# コンポジットレジン修復法

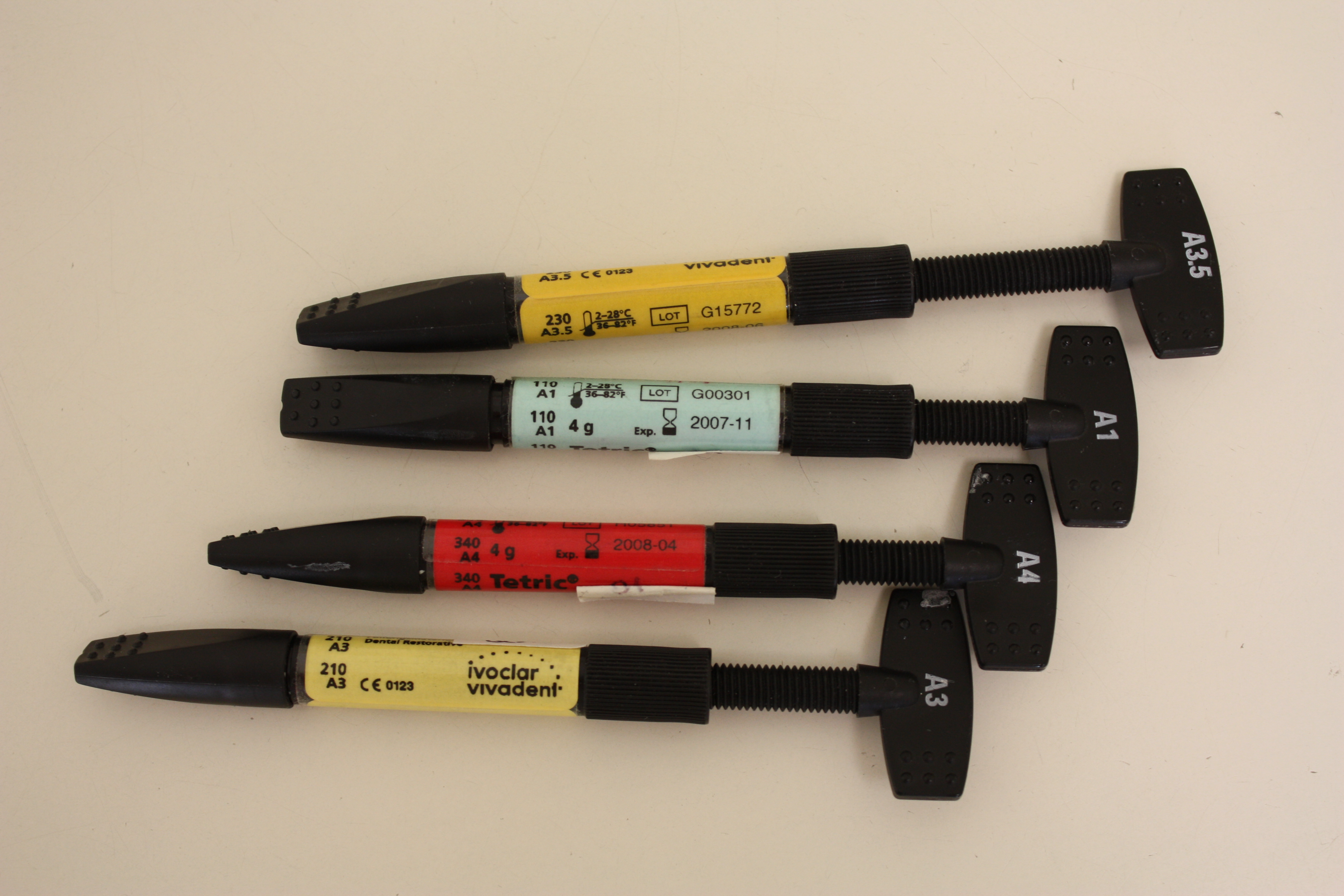
歯科用のコンポジットレジン

コンポジットレジン修復法（コンポジットレジンしゅうふくほう、英：Dental composite resins）とはう蝕を中心とする歯牙欠損の修復に際して、有機複合材料として歯冠色に近似したコンポジットレジンで欠損部を補うものである。コンポジットレジンの頭文字を使って、CR修復法と書かれることもある。
かつて、日本の歯科医療ではアマルガム修復法などが行われていたが、近年はそれに替わり、CR修復法は虫歯治療の歯冠修復として確立されている。

## 概要
かつては歯冠色修復法としてシリケートセメントが20世紀初頭から利用されていたが、物性その他に問題が認められた。1940年代にはメチルメタクリレート（MMA）系即時重合型レジンが用いられていたが、歯質の充填材料としては充分な性質を具備しておらず、特に合成樹脂であるレジンの熱膨張係数の大きさや強度の不十分さが問題となった。そこで、レジンの中に無機質のフィラーを配合することによって問題の解決を図った複合材料である「コンポジットレジン」が誕生した。
当初はレジンとフィラーが化学的な結合を持っていなかったために、フィラーの脱落等による磨耗や色素沈着が見られた。しかし1962年に米国のR.L.Bowenがシランカップリング処理によりフィラーとレジンの化学的な結合を実現させ、1964年には世界初のコンポジットレジン製品Addent35が米国Minnesota Mining & Manufacturing社（現3M社）より発売された。またコンポジットレジン修復法の治療法としての定着には、1955年のM.G.Buonocoreによるエナメル質のエッチングによる歯質接着性の改善も大きく貢献している。
日本においては総山孝雄らのトータルエッチング・ボンディング法が提唱されたことによっても研究開発、臨床応用が盛んになり、アマルガム修復法からコンポジットレジン修復法に治療の主軸が替わっていった。これによってG.V.Blackによる窩洞形態の分類は過去のものになりつつある。
1980年代、このコンポジットレジン修復法は海外の歯科医療ではすでに確立されていたが、現在の日本の歯科医院では、その普及が遅れている。虫歯治療において、日本では「銀歯」を詰める治療がまだ主流となっている。

## 硬化方式

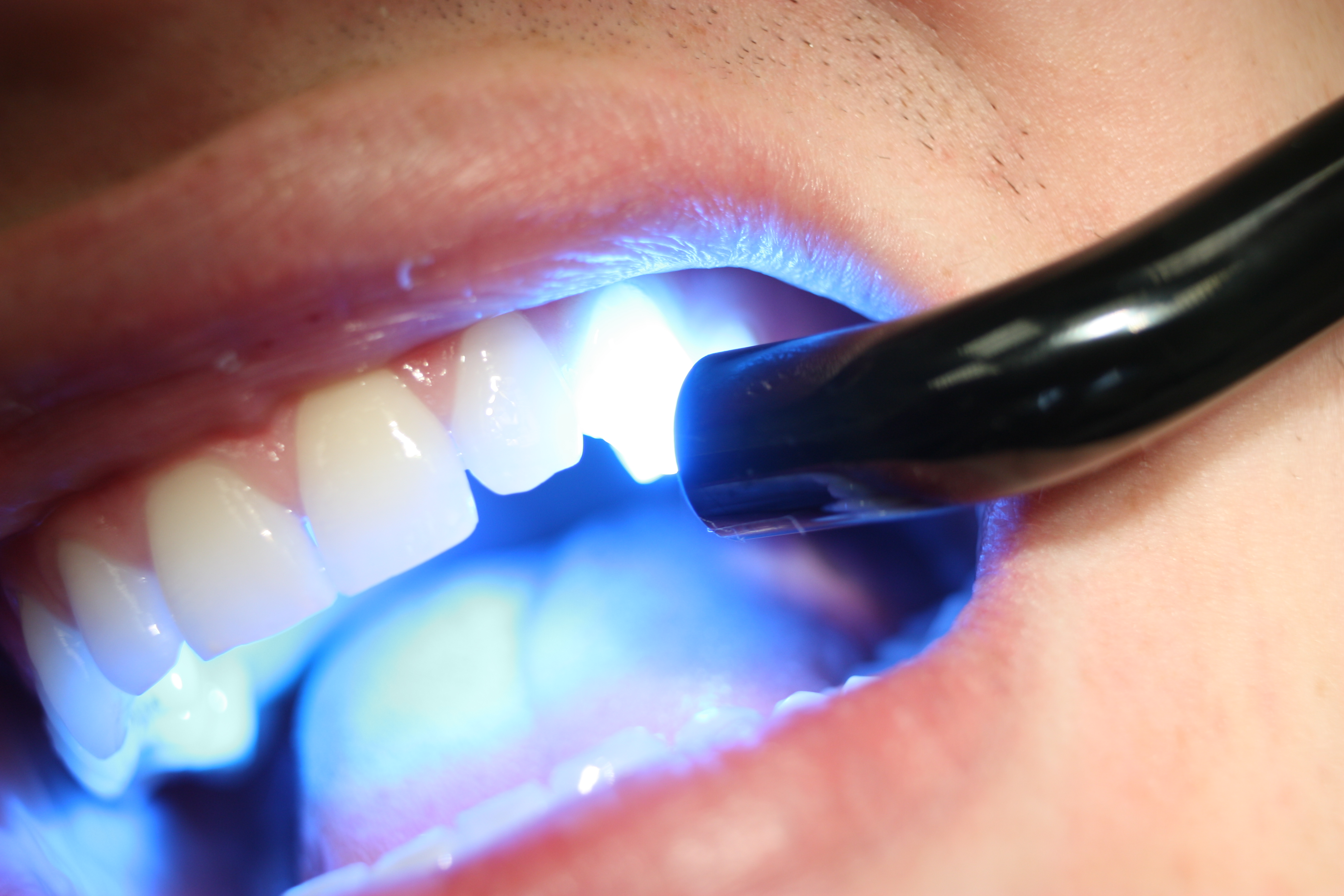
専用の照射器で最大吸収波長（λmax= 450-470nm）の光線を当てて、コンポジットレジンを硬化させる。

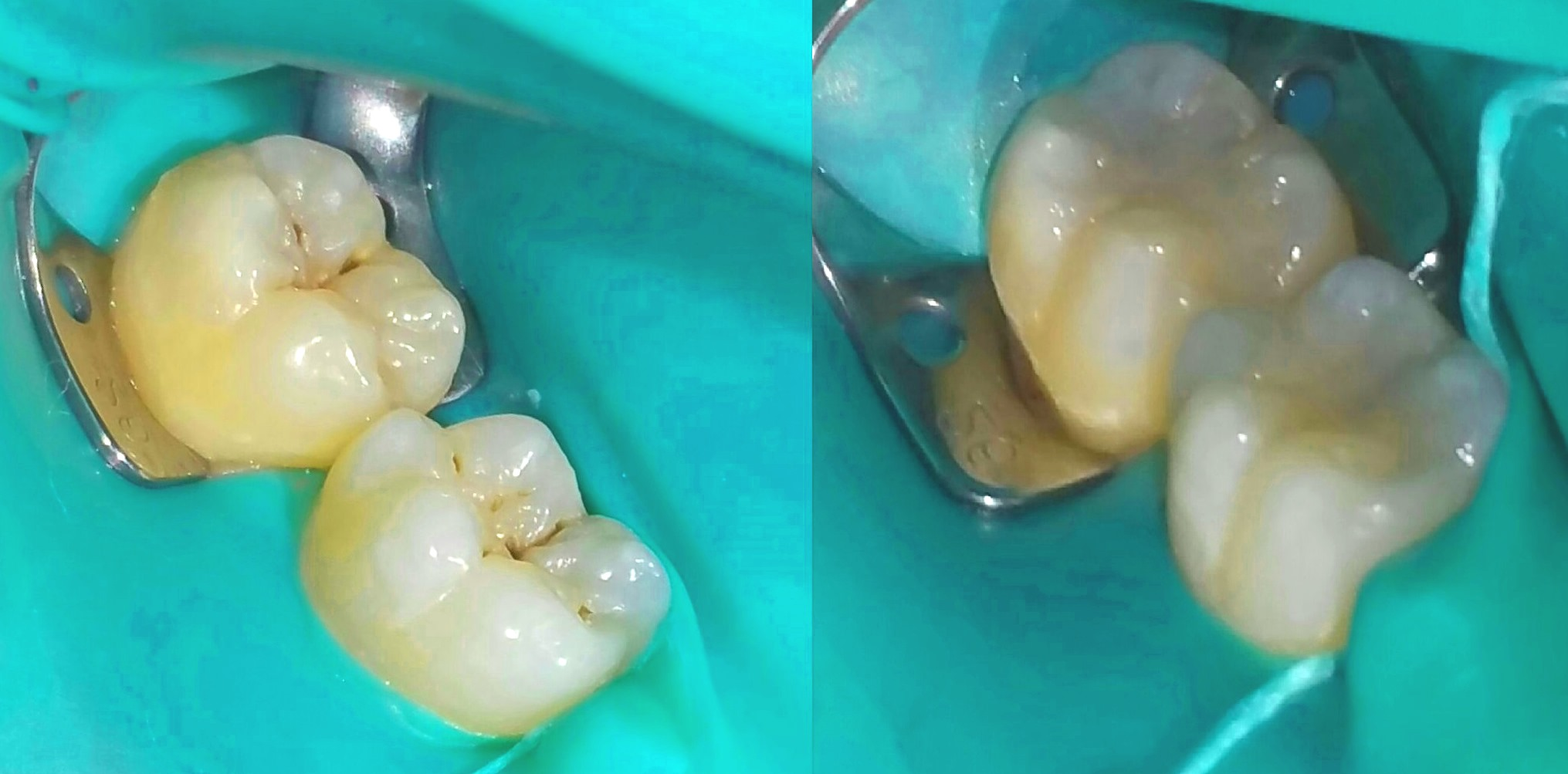
/術前と術後

コンポジットレジンは各社様々な種類のものが発売されており、分類が困難ではあるが、重合方式で大別すると「光重合型」と「化学重合型」に分けられる。

### 光重合型
レジンに光硬化樹脂や紫外線硬化樹脂を使用する。可視光線や紫外線（専用のLEDなど）を照射することで硬化させる方法。

#### 長所
- 従来の合金（銀歯）を詰める方法では、銀色などが多かったために審美性が悪かったが、白いプラスチック樹脂を用いることで、審美性と歯の保護を両立できる[4][5]。
- 光線を当てるまで硬化しないため治療時間に余裕があり、20秒程度樹脂に応じた光線を照射すれば急速に硬化する。
- 硬化させるまでは粘土状で整形しやすく材料の無駄が少ない。
- 従来の合金（銀歯）を詰める方法では、虫歯の部分だけでなく虫歯ではない健康な部分も大幅に削る必要があった。一方、コンポジットレジン修復法では、直接、虫歯の部分だけピンポイントで削って、そこにだけレジンを埋めて固めるため、歯を削る量を少なくできる[1][4][6][3]。歯の寿命を延ばすことができる。
- 歯の変色に対しては、表面をコーティングすることで、削らずに治療できる[1]。
- 銀歯など金属アレルギーがある患者にも、使うことができる[7]。
- （日本の場合）保険適用の範囲内なので、金額として安く済む[7]。

#### 短所
- 光線が届かない箇所では硬化させられないため使用できない。
- コンポジットレジンや、接着剤にアレルギーを持つ者には、適用できない[5]。
- 金属やセラミックに比べると、やや強度に劣り、欠けることがある[7]。
- 金属に比べると、耐久性は明らかに低く、二次カリエスのリスクが高い[8]。
- 時間がたつと、経年劣化で変色することがある[7]。
- 大きな虫歯だと、上手く素材を重ねる事ができず、使えないことがある[7]。
- 出来栄えは術者の技量に依存する。レジンの成形が不完全な場合、治療部位が一目で分かることもある[9]。